# Copelatus acamas
Copelatus acamas is een keversoort uit de familie van de waterroofkevers (Dytiscidae). De wetenschappelijke naam van de soort is voor het eerst geldig gepubliceerd in 1955 door Félix Guignot.